# Татар жыры
«Татар җыры» (тат. Татарская песня) — ежегодный международный эстрадный фестиваль, церемония вручения народной премии в области татарской песни. Проводится в Казани (Республика Татарстан) с 1999 года.

## История
Первый коммерческий фестиваль «Татар җыры» в 1999 году проводился в течение пяти дней. Он ещё не имел чёткой концепции проведения и был похож на «солянку» популярных песен, но, тем не менее, до этого в татарской эстраде концертов такого масштаба и степени организации не было. Сцена была сделана в форме большого корабля, на ведущих — Эльзе Ахметзяновой и Инсафе Абдулле была морская униформа. Самая первая статуэтка — «Золотой Барс» была не такой, какой все его привыкли видеть сейчас. Это была миниатюрная брошь в виде золотого барса, украшенная одним бриллиантом.
С 2003 года фестиваль приобрел статус международного. Почётными гостями фестиваля «Татар җыры» выступили Зульфия Камалова из Австралии, Идрис Газиев из Башкортостана, Ренат Ибрагимов из Москвы. Ведущими в этом году выступили такие звезды, как Салават, Резеда Шарафиева и Идрис Газиев, что было большим сюрпризом для зрителей.
2004 г. стал первым юбилейным годом международного фестиваля «Татар жыры». Организаторы в этом году ввели новый проект свою «Йолдызлар фабрикасы» («Фабрику звезд») — теперь в церемонии открытия наряду со звёздами татарской эстрады участвовали и молодые, неизвестные публике талантливые певцы и музыканты. Этот шаг был предпринят для развития новых тенденций и популяризации национальной музыкальной молодёжной культуры.
В 2005 году фестиваль был перенесён с января на декабрь. «Декабрь — наиболее удачный месяц для подведения итогов за год и правильнее закрывать эстрадный сезон именно в конце года» — комментирует председатель оргкомитета Марат Мавлютович Гараев. В отличие от прошлых лет, в этом году наряду с «попсовыми» на фестивале зазвучали песни различных жанров и направлений — исполнялись и татарский рэп, и легкий рок, и классическая музыка.
В последующие годы фестиваль «Татар жыры» оставался одним из самых значительных культурных событий года в Татарстане. Его ежегодный бюджет составляет порядка 11 миллионов рублей. Изменился порядок оценки номинантов. В каждой из представленных номинаций жюри делает свой выбор из нескольких номинированных в ней участников — лучшая песня, как это было на прошлых фестивалях, а в ряде номинаций, таких как «Лучший хит года», «Лучшая певица года», «Лучший певец года», «Открытие года», «Лучший автор-исполнитель года», «Лучший альбом года», «Лучший дуэт года», «Лучший клип года», «Лучший саундтрек года», «Народное признание года» и. т. д. Поэтому для зрителей интрига сохраняется до последнего момента. На фестивале традиционно присутствуют практически вся бизнес-элита, видные общественные деятели и руководители республики.
В 2009 году самому главному событию, самому масштабному проекту татарской эстрады исполнилось 10 лет! Фестиваль прошёл под девизом «10 звёзд и 10 мегазвёзд татарской эстрады — на одной сцене!» Режиссёр фестиваля — Марианна Герасимова. В порядок определения лауреатов фестиваля были внесены изменения. К основным критериям отбора песен были добавлены ещё два: популярность песни-хита и её исполнителя в течение 10-летнего периода, а также значимость и адаптивность песни из золотого фонда татарской музыки для современной эстрады. Также организаторы фестиваля полностью отказались от фонограммы. Зрители фестиваля могли услышать лучшие хиты десятилетия и 2009 года в живом исполнении. Аккомпанировали исполнителям инструментальный ансамбль под руководством Юрия Фёдорова, созданный на базе Продюсерского центра «Барс-Медиа», и оркестр «Новая музыка» под руководством Анны Гулишамбаровой.
2010 год — начало нового десятилетия для фестиваля «Татар Жыры», переход на новый этап творческого роста вместе со всей татарской эстрадой. Идя в ногу со временем, фестиваль держит ориентир на использование новейших технологий, применяемых в мировом шоу-бизнесе. Организатор фестиваля — сеть радиостанций TATAR RADiOSI определяет участие в фестивале на основании проводимого на волнах радиостанции и в эфире телеканала ТНВ хит-парада «Каеф ничек», участниками фестиваля становятся те исполнители, песни которых дольше всего задерживались на вершинах хит-парада в период с 1 января по 1 октября 2010 года. Принцип отбора песен лауреатов фестиваля осуществляется жюри по следующим позициям: анализ продаж альбомов исполнителя по данным Рекордс-компаний; анализ популярности песен и исполнителей по работе радиостанций; популярность песни-хита в течение 15 недель на радио-теле хит-парадах; рейтинг концертной деятельности с участием исполнителей-номинантов.

## Награда
«Золотой барс» представляет собой статуэтку в виде крылатого барса из серебра и золота, установленную на постаменте с лазерной гравировкой.
Самая первая награда «Золотой барс» была в виде броши, украшенной одним бриллиантом. В 2001 году статуэтка обрела традиционную форму — золотой крылатый барс, установленный на постаменте, который в первоначальном варианте был из зелёного малахита. В 2002 году к малахитовой основе была добавлена выгравированная надпись «Татар жыры». В 2004 статуэтку «Золотого барса» начали украшать два бриллианта. Для создания статуэтки используется серебро 925-й пробы и золото 999-й пробы. Все «барсы» создаются командой мастеров-ювелиров, которые вручную тщательно обрабатывают все детали. С 2010 года каждую платформу, на которой блистает музыкальный приз, украшает надпись с номинацией.

## Интересные факты
- За 10 лет лауреатами «Татар җыры» стали 195 песен. Статуэтки «Золотой Барс» получили 95 исполнителей и музыкальных коллективов.
- Десятый юбилейный фестиваль открыл своим выступлением президент Республики Татарстан Минтимер Шаймиев. Президент отметил Благодарственным письмом коллектив группы компаний «Барс-Медиа» и поблагодарил за организацию и проведение столь значимого для культурной жизни республики проекта в лице Генерального директора, председателя организационного комитета Х Международного эстрадного фестиваля татарской песни «Татар жыры — 2009» Гараева Марата Мавлютовича.
- Хания Фархи и Айдар Галимов являются «старожилами» фестиваля и обладателями коллекции из 11 памятных статуэток «Алтын Барс». А Салават Фатхетдинов — обладатель 12 «барсов»: на «Татар жыры 2010» ему вручили целых две статуэтки в двух разных номинациях. Итого на каждого артиста приходится 405 г золота 999-й пробы от «Татар җыры».
- В общей сложности лауреатам конкурса было вручено 8 килограммов золота.
- Лауреатами фестиваля могут стать исполнители популярных татарских эстрадных песен вне зависимости от места проживания, занимающиеся исполнением.

## Лауреаты разных лет
Татар җыры — 2000
ИльСаф «Синен туган кондэ», Рустам Закиров «Картайма эле, энкэй», Альфис Киямов «Сине котэм», Сагит Гибашев «Эниемнен туган коне буген», Даниф Шарафутдинов «Уйна, гармун», Башира Насырова «Гомер уза», Резеда Шарафиева «Торналар киткэндэ», Асаф Валиев «Трамвайчы кыз», Зуфар Хайретдинов «Мишэр кызы», Лилия Хамитова «Ялгышканмын», Салават Фатхетдинов «Салкын чэй», Хания Фархи «Элдермешкэ кайтам эле», Айдар Галимов «Син», Зайнап и Зуфар «Син булсан янымда», Габделфэт Сафин и Венера Шамиева «Хыянэт», Зульфия Минхазева «Милэшкэем», Расим Низамов «Сагындым сойгэнемне».
Татар җыры — 2001
Гульнара Тимерзянова «Йолдызлар янгыры», Заман "Оч гашыйк, Зульфия Минхазева «Энкэй голе», Нафкат Нигматуллин «Сине кургэч», Лилия Хамитова «Мэхэббэт шушыдыр», ИльСаф «Эбилэр чуагы», Расим Низамов «Бармагында йозеген», Зульфат Хаким «Сине югалтсам», Резеда Шарафиева «Бер тутырып карадым», Габдельфат Сафин «Сонгы кынгырау», Зайнаб Фархетдинова «Авылым хатирэсе», Идрис Газиев «Мин барысына эзер мэхэббэттэ», Зуфар Билалов «Жырларым булсын юлдаш», Айдар Галимов «Бэхет бит ул», Хания Фархи «Китмик эле яшьлек иленнэн», Салават «Горлэшеп яшик эле».
Татар җыры — 2002
Гузель Уразова «Нигэ болай ашкынасын йорэк?», Чулпан Мортазина «Туган кон», «Казан егетлэре» «Миляуша», Зу-Ляй-Ля" «Томаннар», Лилия Хамитова «Хаерле юл тели хайкеллэр», Фарит Таишев «Телефон дэшми», Зульфия Минхазева «Монайма», ИлСаф «Игезэклэр жыры», Лилия Муллагалиева «Жыр керсен кунелгэ», Равил Галиев «Тонбоеклы кул», Резеда Шарафиева «Булэк итэм кунелем жылысын», Зуфар Билалов «Эх, кара чэч, зэнгэр куз», Зайнаб «Булсын соенеч», Айдар Галимов «Яшэргэ икэн, яшэргэ», Хания Фархи «Елмайган иреннэн упеннэр», Салават «Солэйман балдагы».
Татар җыры — 2003
Айдар Галимов «Козге жиллэр», Айфара «Ак каен», Алсу Абульханова «Пар алкалар», Габдельфат Сафин «Азалия», Гузель Уразова «Тимэсен тик кузлэрем», Диля Нигматуллина «Парлылар киняше», Зуфар Билалов «Исэн чакта курешик», Зуфар Хайретдинов «Зимагурлар жыры», Зайнаб Фархетдинова «Аче, аче», Ильнар Гараев «Яшь сылуга», Ильнар Сайфиев «Талбишек», Лейсан Гимаева «Яшьлегем чишмэлэре», Малика «Озмэ мина голлэр», Салават «Этием юкэлэре», Фарида-Алсу «Карлы чыршылар», Фарит Таишев «Тылсмлы мэхэббэт», Хания Фархи «Кышкы чия».
Татар җыры — 2004
Лейсан Гимаева «Бер суз», Айгуль Сагинбаева «Туган як», Резеда Тухватуллина «Ин зур бэхет», Ильдар Хакимов «Этием купере», Малика «Сина жаным», Голнара Исмаева «Ялгыз тэкэрлек», Джамиля «Мин килермен янына», Гузель Уразова «Мэхэббет телэгез», Голнара Тимержанова «Ойдэ буран булмасын», Диля Нигматуллина «Бэллур савыт», Альфина Азгамова «Тонге урам», Альбина Апанаева «Чын дустым», Нафкат Нигматуллин «Гомер юлы», Ильнар Сайфиев «Эрет мине», Алсу Абульханова «Мэхэббэтнен сонгы тоне», Габдельфат Сафин «Япь-яшь чаклар бар иде», Айдар Галимов «Син минем жанымнын яртысы», Хания Фархи «Бу доньяда сою бар эле», Салават «Кугэрчен».
Татар җыры — 2005
Айгуль Сагинбаева «Син килмэден», Айдар Галимов «Туган конен», Айфара «Сау бул», Диля Нигматуллина «Ком сэгате», Булат Зиганшин «Мизгел», Резида Кадыйрова «Мэххэбэт жимешлэре», Ландыш Нигматзянова «Яратулар булсын газапсыз», Асылъяр «Карлыгачлар», Фарит Таишев «Яратам, юксынам, сагынам», Лейсан Гимаева «Синен кочагында», Нафкат Нигматуллин «Кунеллэр канатлансын», «Зу-Ляй-Ля» «Жан ярам», Ильнар Сайфиев «Кайтып килэм сине озатып», Альфина Агзамова «Мин синен йолдызын», Малика «Йорек сере», Зуфар Билалов «Мин нишлэрмен сине югалтсам», Зайнаб Фархетдинова «Балан тэлгэшлэре», Хания Фархи «Сонгы тукталышта», Салават «Буре».
Татар җыры — 2006
Салават Минниханов «Дингез ярында», Ильдар Ахметов «Хислэргэ бирелэ идем мин», Эссе «Сина кирэк тугел», Иркэ «Бэхетле булыр иден», Puma «Сагынма жимешем», Булат Нигматуллин «Чая кыз», Ильдар Хакимов «Зарланма», Гузель Уразова «Гашыйк итеп сакла син», Лэйсэн Гимаева «Жидегэн йолдыз», Альфия Коротаева «Сагындым, бэгърем сине», Ильнар Сайфиев «Яшь бара бит, егетлэр», Нафкат Нигматуллин «Уткэннэргэ карап», Гузель Ахметова «Яратам», Альфина Агзамова «Мина кирэк жылы сузен», Идрис Газиев «Син улгэнче мине сагынырсын», Расим Низамов «Борылып карама», Хания Фархи «Мин тугел шул», Айдар Галимов «Синен кузлэр», Зэйнэп-Зуфар «Син мина кирэк», Салават «Юлчы».
Татар җыры — 2007
Зайнап Фархетдинова «Туган як», Алина Сафиуллина «Кайтырмын», Эльвира Хамматова «Яшьли сойгэн ярым», Ильдар Ахметов «Сагыш», Гульназ Сираева «Кайтабыз да китэбез шул», Ильсия Бадретдинова «Уйлану», Айфара «Мин гэепле», Иркэ «Янадан тудым», Салават Минниханов «Хыял кызы», Ландыш Нигьмэтжанова «Сою», Шакур + Ильгам Шакиров «Бик еракта идек без», Ильгам Шакиров «И, жаный жанашым», Иркэ + Айфара «Мин дэ сине яратмыйм», Румия Фатхетдинова «Монлы янгыр», Асылъяр «Сою хакына», Ильдар Хакимов «Син бэхетле булсын очен», Гузель Ахметова «Саубулыгыз ак каеннар», Хания Фархи «Кунак егет», Айдар Галимов «Мин авыл баласы», Гузель Уразова «Синсез утте гомерем», Салават «Яшисе килэ», Зульфат Хаким «Нэрсэ булды сина буген».
Татар җыры — 2008
Венера Ганеева и Мунир Рахмаев «Ак каен», Алина Шарибжанова «Сине котэм», Ильназ Сафиуллин «Мин яратам сине», Альфия Авзалова, Ильдар Ахметов «Котмэгэндэ», Гузель Уразова «Язмыш йомгак сутэ», Зуфар Билалов, Хания Фархи «Анлыйсынмы?», Алина Сафиуллина, Ильшат Валеев , Резеда Шарафиева, Айдар Галимов, Ильнар Сайфиев «Бэхетлэргэ илтсен юлыбыз», Асылъяр «Куз нурым», Ильвины «Артларымнан йормэ», Иркэ «Яннарына чакыр», Зайнап Фархутдинова, Салават Фатхетдинов, Раяз Фасихов.
Татар җыры — 2009
Р. Шарафиева и Ильвина «Эзлэдем бэгърем сине», Р. Низамов и Асылъяр «Сина тагын мин бер килэм эле», И. Газиев и И. Валиев «Эрбет», И. Сайфиев и Зуляйля «Гармун алыйк эле дускай», Хания Фархи и И. Ахметов «Кунак егет», В. Ганиева и А. Шарипжанова «Зэнгэр томан», З. Фархутдинова и З. Билялов «Син булсам янымда», А. Галимов и А. Абульханова «Бер генэ курдем», Салават и Раяз Фасихов «Очрашу эзлэмэ», Г. Уразова и З. Хэким «Хэерле юл».